# Johann Schneider (Komponist)
Johann Schneider (* 16. Juli 1702 in Oberlauter; † 5. Januar 1788 in Leipzig) war ein deutscher Organist, Geiger und Komponist.

## Leben
Schneider wurde als Sohn eines Müllers geboren. Seine erste musikalische Ausbildung in Gesang, Geige und Orgel erhielt er von 1708 bis 1716 vom Unterlauterer Kantor Nicolaus Müller. Von 1717 bis 1720 unterrichtete ihn der Saalfelder Kapellmeister Reinmann in Klavier und Komposition. Um 1720 war er Klavier- und Orgelschüler von Johann Sebastian Bach in Köthen, außerdem war er Violinschüler von Johann Gottlieb Graun in Merseburg und Johann Graf in Rudolstadt.
1721 wurde er Hoforganist und Erster Violinist in Saalfeld. 1726 wurde er als Geiger in das Hoforchester von Weimar aufgenommen. Die langjährige Stelle als Organist an der Nikolaikirche in Leipzig als Nachfolger Johann Gottlieb Görners trat er 1729 an. Er gilt in der Nachfolge von Johann Friedrich Doles in den 1740er Jahren auch als technischer Organisator und Mitwirkender des „Großen Concerts“, dem Vorgänger der Gewandhauskonzerte.
Von ihm ist eine Reihe von Orgelwerken überliefert.

## Werke (Auswahl)
- Fantasie und Fuge
- Zwölf leichte Orgelstücke
- Zwei Choralvorspiele zu „Vater unser im Himmelreich“
- Orgeltrio „Ach Gott, das Herze bring ich dir“
- Präludien und Fugen g-Moll, D-Dur und G-Dur